# Chiesa di San Giovanni di Malta (Messina)
La chiesa gerosolimitana e palatina di San Giovanni di Malta - San Placido e Compagni Martiri è un luogo di culto di Messina ubicato in via San Giovanni di Malta. Appartenente all'arcidiocesi di Messina-Lipari-Santa Lucia del Mela, vicariato di Messina Centro sotto il patrocinio della Madonna della Lettera. Un tempo era abbazia benedettina, prima edificata in Sicilia.
Il tempio, dal punto di vista storico, artistico e religioso risulta uno dei più importanti complessi monumentali della città, nonostante i danni della natura e malgrado le gravi mutilazioni architettoniche.

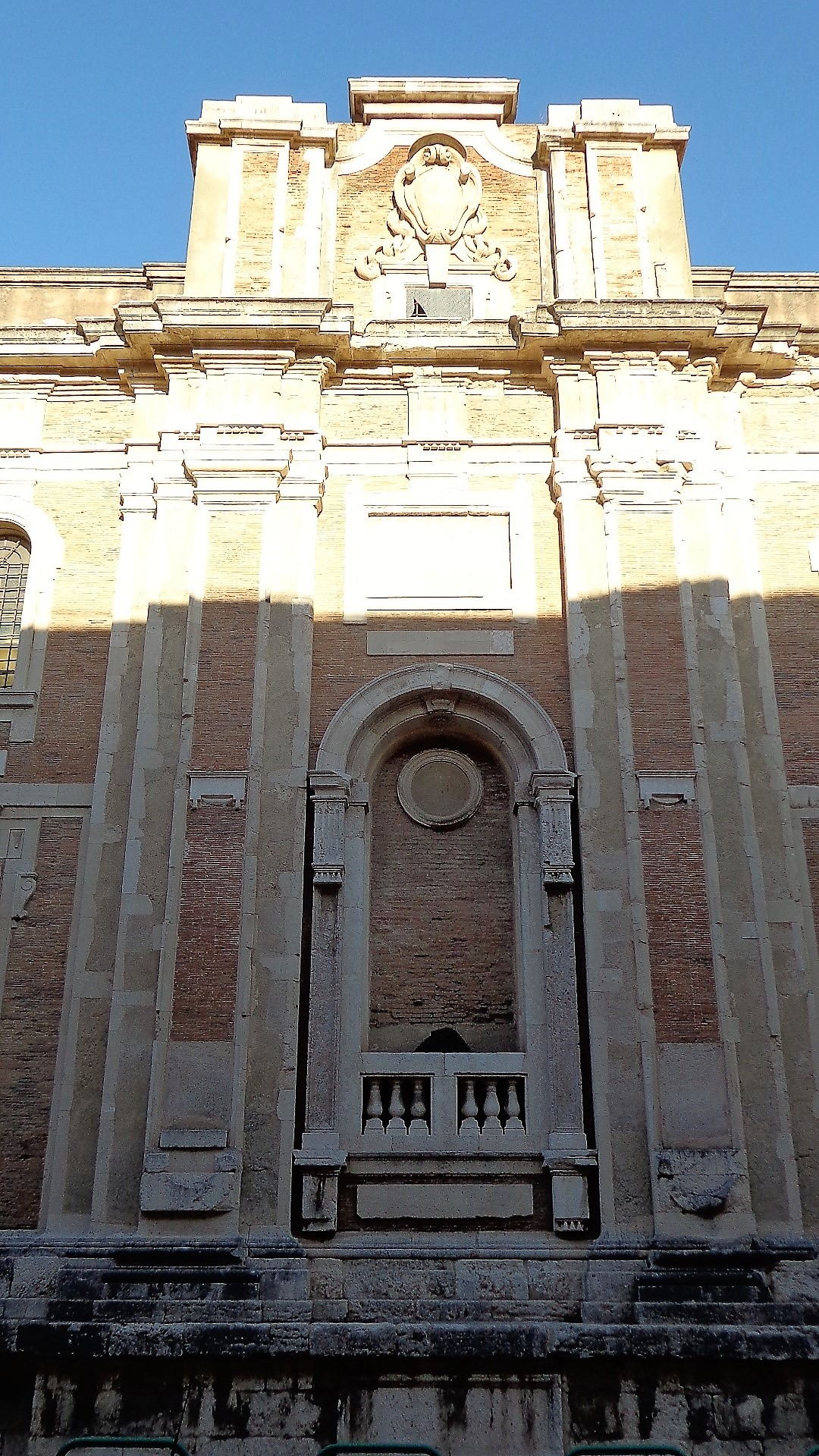
Dettaglio prospetto

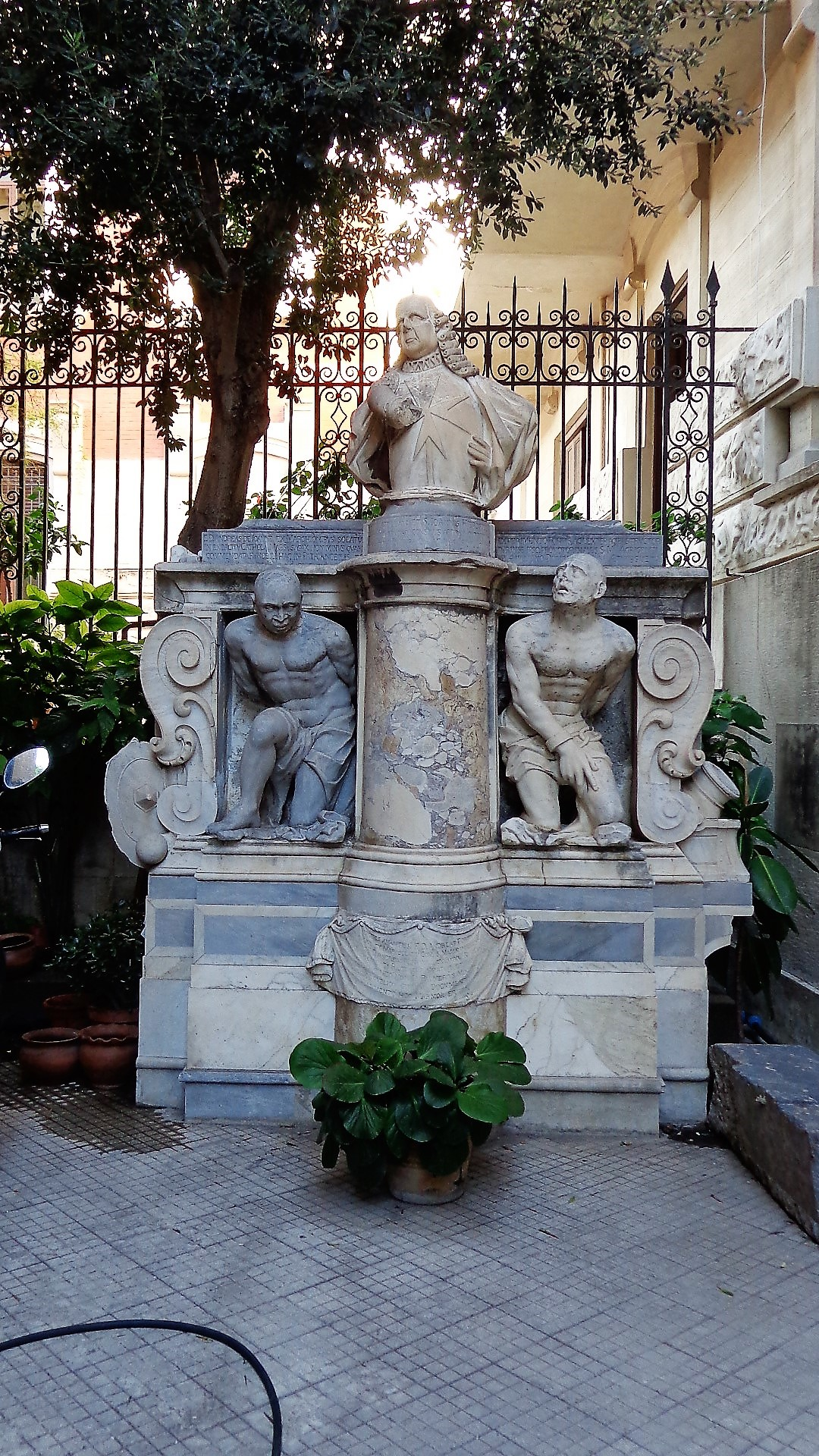
Monumento funebre di Andrea di Giovanni

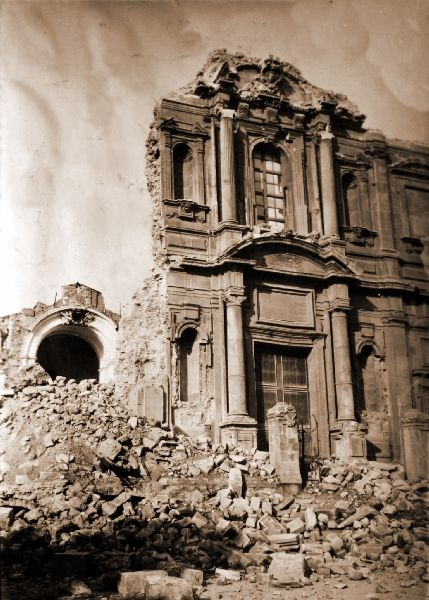
Prospetto chiesa distrutta nel 1908

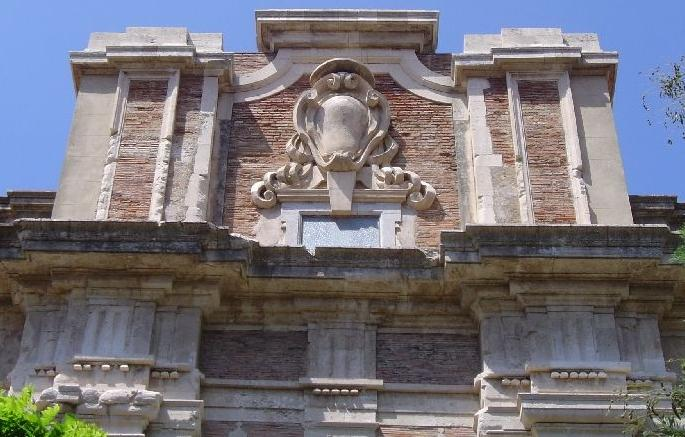
Il terzo ordine del prospetto restaurato

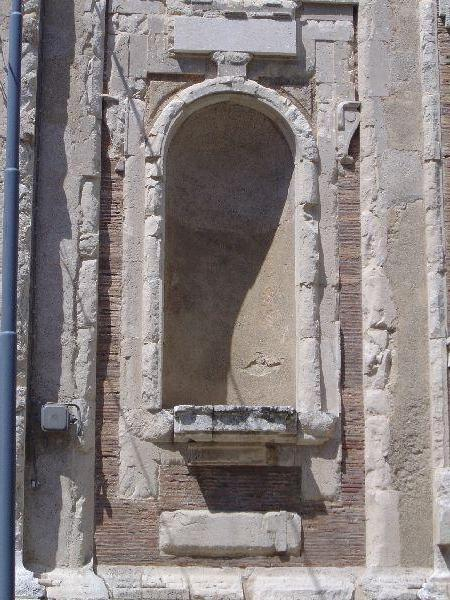
Nicchia

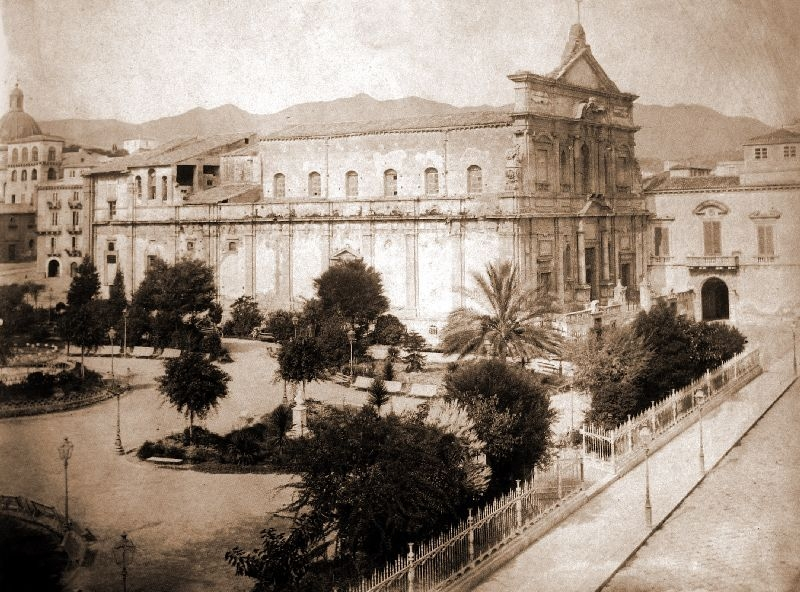
Panorama con la chiesa fine XIX secolo

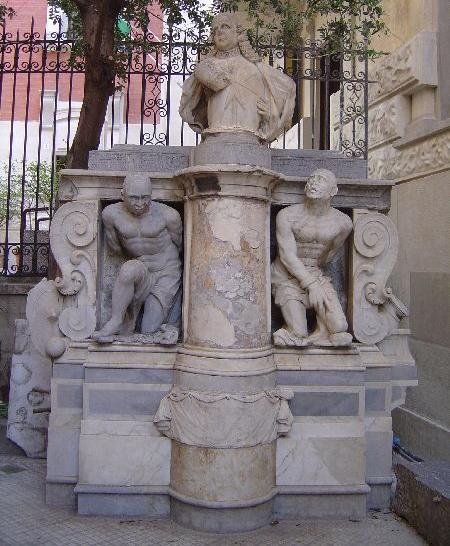
Monumento funebre di Andrea di Giovanni

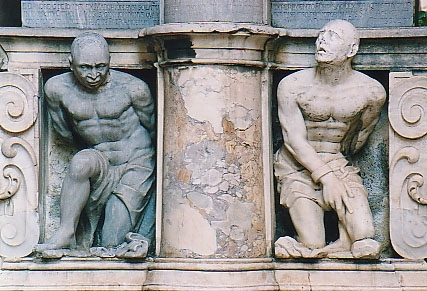
Dettaglio monumento di Andrea di Giovanni

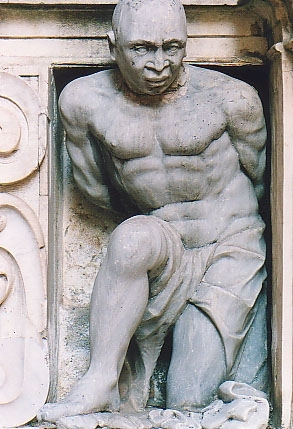
Dettaglio monumento di Andrea di Giovanni

## Storia e origini

### Epoca bizantina
Le origini della chiesa risalgono al 535 d.C., quando san Benedetto da Norcia inviò a Messina il giovane monaco Placido per fondare il primo monastero dell'Ordine benedettino di Sicilia, con annessa la chiesa di San Giovanni Battista. L'aggregato fu eretto sulle rovine di una vasta necropoli romana nei pressi della foce del torrente Boccetta appena fuori dal nucleo della città, grazie alla dote corrisposta dalla madre Faustina appartenente alla gens Anicia. Il 28 luglio 540, la cerimonia di dedicazione presieduta dal vescovo Eucarpo II. Della prima fondazione recentemente nel limitrofo palazzo della prefettura è stato rinvenuto un capitello che attesterebbe la fondazione placidiana del complesso monumentale.
1. ) 541, Prima incursione. Sei anni dopo la costruzione sbarcò ad Acqualadroni una flotta di pirati vandali di religione ariana guidati da Mamuca. I pirati devastarono e saccheggiarono tutto quello che incontrarono sul loro cammino, sino a giungere alla chiesa. Placido venne legato ad un albero di ulivo e durante la tortura gli venne chiesto di rinnegare la sua fede, cosa che lui non fece. Per punirlo Mamuca ordinò ai suoi prima di tagliargli la lingua e poi di trucidarlo insieme ai fratelli Eutichio, Vittorio, alla sorella Flavia e a circa trenta monaci il 5 ottobre.[2] Frate Gordiano, fuggito per tempo e scampato all'eccidio, ricompose i corpi provvedendo alle sepolture. Le testimonianze rese durante il soggiorno a Costantinopoli hanno permesso di ricostruire l'operato dei martiri e la futura localizzazione del sepolcreto.
2. ) 651, Seconda incursione. I Saraceni furono per la prima volta ricacciati dalla Sicilia, per opera dei messinesi.
3. ) 669, Terza incursione. Non riuscendo a conquistare la città, ne saccheggiarono i dintorni, facendo una seconda strage dei monaci di San Giovanni. L'abate Martino fu martirizzato durante una scorribanda, il suo corpo pietrificato si conserva per intero nel Sacello dei Martiri nell'attuale chiesa.
4. ) 800, Quarta incursione. Ennesimo eccidio compiuto nei confronti dei monaci benedettini.

### Epoca Islamica
Nell'anno 843, Messina venne espugnata dagli Arabi e annessa all'Emirato Islamico di Sicilia, in città il culto cristiano fu reso problematico dai governatori islamici e non si poté avere neppure una benché minima e nascosta pratica di cristianesimo.

### Epoca tra l'XI e il XIII secolo
Nel 1070 è documentata la fondazione del primo Gran Priorato sulla penisola italiana. 
Poco tempo dopo, a Messina è attribuita a dei navigatori amalfitani la fondazione del primo Ospedale di Gerusalemme per i pellegrini in transito in terra siciliana e la costruzione di una grancia per immagazzinare mercanzie.
Ricostruzione chiesa. Nel 1086, sui ruderi di quello che era stato il monastero di San Placido fu ricostruito il tempio, edificio affidato dal Gran Conte Ruggero I di Sicilia ai Cavalieri dell'Ordine dell'Ospedale di San Giovanni di Gerusalemme che ne fecero la loro sede. Da quel momento fino al 1806, il complesso di San Giovanni divenne la prestigiosa sede siciliana del sodalizio universale noto come Cavalieri di Rodi, detti poi Cavalieri di Malta e per qualche anno anche del loro Gran Magistero. Nel volgere di pochi anni sono Messina, Taranto, Otranto, Bari, Pisa e Asti, i luoghi individuati in una Bolla pontificia del 1113 con cui Papa Pasquale II approva e conferma i possedimenti tenuti dai Cavalieri Gerosolimitani.
Nel 1118 Papa Gelasio II riformò la sede di Gerusalemme, ed in quell'occasione aggregò ad essa la sede messinese. Questo primo nucleo di terreni ed edifici dell'Ordine è riconfermato dal re di Sicilia Ruggero II nel 1136, che elargì terreni e cospicue rendite oltre a esenzioni e franchigie. Messina fu la prima fondazione fuori da Gerusalemme e il Priorato di Messina fu il primo Priorato Gerosolimitano ed uno dei più importanti della penisola italiana.
La chiesa, intitolata a San Giovanni Battista, prese il nome di san Giovanni di Malta in quanto annessa al bellissimo palazzo del Gran Priorato dei Cavalieri di Malta che avevano qui la loro sede dal 1136 e che posero successivamente la residenza del Gran Maestro quando furono scacciati da Rodi nel XVI secolo e successivamente da Malta con l'invasione francese di Napoleone Bonaparte durante la campagna d'Egitto.

### XIV Secolo
Nel 1300 fu istituito il Priorato di Capua. I possedimenti calabresi dell'Ordine dipendevano da Messina. Questo legame tra Messina e l'Ordine di Malta è stato praticamente ininterrotto dalla fondazione fino ai nostri giorni.
Nei primi decenni del XIV secolo, sotto il regno di Federico III di Sicilia per consentire l'ingrandimento e la nuova costruzione del tempio l'adiacente Chiesa di San Sebastiano fu demolita. A titolo di risarcimento la corporazione dei fornai, panificatori e panettieri ottenne il patrocinio della nuova Cappella di San Sebastiano Martire.

### Epoca Rinascimentale
Nel 1523 con la perdita dell'isola di Rodi, il Gran Maestro e ciò che rimaneva dell'Ordine ripararono a Messina senza risorse. Sostenuti dalla città tutta che, quando di lì a poco scoppiò la peste, forse portata dalle stesse navi dell'Ordine e dai profughi, soccorse gli ammalati e raccolse denaro sufficiente per consentire al Gran Maestro ed alla flotta di ripartire.
Legati alla presenza dell'Ordine anche i lavori di riassetto urbano di Messina nel XVI secolo voluti dall'Imperatore Carlo V, che vedeva in questa città il punto debole dell'intero sistema difensivo della Sicilia e dell'isola di Malta. Tutto il feudo di Malta sarà donato dall'imperatore nel 1530 all'Ordine Gerosolimitano. Il legame tra Messina, Malta e l'Ordine Gerosolimitano è sancito dalla donazione di una reliquia di San Placido alla chiesa di San Rocco di Malta nel 1589 a testimonianza di un rapporto diretto e rilevante.
Sul finire del XVI secolo la chiesa e l'annesso Ospedale subirono dei radicali rifacimenti che comportarono nel 1588 il ritrovamento delle reliquie di San Placido e dei Compagni Martiri. Durante i lavori per la riedificazione della facciata d'ingresso assieme al palazzo del Gran Priorato, architetti Francesco Zaccarella e Curzio Zaccarella padre e figlio, la facciata ideata da Vincenzo Tedeschi, e progetto della tribuna di Camillo Camilliani e Giacomo Del Duca, quest'ultimo allievo di Michelangelo Buonarroti e architetto del Senato di Messina, fu portato alla luce un sepolcro di marmo. All'interno furono rinvenuti quattro corpi. Ulteriori scavi portarono alla luce altri corpi che tenevano accanto al capo e al petto ampolle di vetro e creta piene di sangue. Dalle testimonianze di Gordiano fu ovvio pensare ai corpi di San Placido, dei familiari e dei monaci martirizzati. I resti di Placido furono riconosciuti perché sul petto di uno dei corpi fu trovato un vasetto contenente la lingua.
Da allora il Tempio di San Giovanni divenne luogo di particolare culto ai Santi Martiri Messinesi tanto da modificarne le strutture con la realizzazione di ampia chiesa inferiore affidata all'Arciconfraternita di San Placido, di una basilica superiore sede del Gran Priorato dei Cavalieri di Malta e di un sacello sommitale per la custodia delle reliquie realizzato dal Senato di Messina.
Ricostruzione chiesa. Nel 1591 ripresero i lavori di costruzione con la partecipazione del Senato cittadino. La chiesa divenne grande e maestosa con tre navate e il suo ingresso che si trovava sull'attuale via Garibaldi.
Le opere di fortificazione di Messina consentiranno peraltro di raccogliere qui la flotta per la battaglia di Lepanto. Carlos de Grunenbergh progetta e costruisce la Real Cittadella nel 1679, e il Forte Sant'Angelo di Malta negli anni che vanno dal 1681 al 1690.
Ricostruzione parziale chiesa. In seguito al terremoto della Calabria meridionale del 1783 che risparmiò buona parte del grandioso tempio, la chiesa si estese ancora con numerose cappelle e ben 19 altari, tutti riconoscibili per la presenza dello stemma di Michele Maria Paternò Bonajuto, gran priore dell'Ordine dei Cavalieri di Malta.
Dopo la caduta di Malta nel 1798, Messina ha brevemente ospitato il governo dell'Ordine in uno dei momenti più difficili della sua storia. In questo delicato frangente divenne Gran Maestro Paolo I di Russia. Nel 1803, alla morte dello zar fu eletto Gran Maestro proprio a Messina, Frà Giovanni Battista Tommasi da Cortona, che qui risiedette brevemente, per poi trasferire la sede a Catania nel 1804, per le cattive condizioni del palazzo priorale di Messina, danneggiato dal terremoto del 1783.

### XIX Secolo
Nel 1806, Ferdinando III di Sicilia destinò il Palazzo del Gran Priorato Gerosolimitano dell'Ordine di Malta, a sede del Palazzo Reale (la primitiva reggia era stata gravemente danneggiata dal sisma del 1783), pertanto la chiesa svolse la funzione di Cappella Palatina, titolo che ancora oggi conserva.
Ferdinando II delle Due Sicilie nel 1839 crea il Gran Priorato di Napoli e Sicilia riunendo in esso i precedenti Gran Priorati di Sicilia, Capua, Barletta ed il baliaggio di Napoli. Ciò nonostante l'Ordine continuava a godere di grande prestigio a Messina.

### Epoca contemporanea
In questa chiesa Sant'Annibale ricevette in preghiera l'intuizione del comando evangelico del Rogate.
Ricostruzione parti superstiti. Il terremoto di Messina del 1908 danneggiò la chiesa, sulla carta era prevista la sua totale demolizione per dar posto al nuovo edificio della Prefettura, ma un luogo così importante non poteva essere cancellato del tutto. Per intervento diretto dell'arcivescovo Letterio D'Arrigo Ramondini, fu risparmiata l'area dell'altare maggiore con il soprastante Sacello dei Martiri.
Durante il biennio 1913 - 1915, l'architetto Cesare Bazzani disegnò e fece realizzare all'impresa Giacomo Martello anche il nuovo e attuale prospetto prospiciente alla prefettura. Col fine di ripristinare celermente le strutture superstiti, gran parte dei manufatti recuperati dalla devastazione sismica furono utilizzati per arredare altri luoghi di culto, fra essi: 
- XVIII secolo, Pulpito,[1] in marmo bianco intarsiato di marmi gialli e rossi, decorazioni fogliacee sui parapetti. Calice ornato alla base da cherubini e grandi foglie di marmo bianco, stemma di Michele Maria Paternò Bonajuto, dei baroni di Raddusa e Destri, Gran Priore di Sicilia del Sovrano militare ordine di Malta, manufatto collocato nella chiesa di Santa Caterina di Valverde.
- XVIII secolo, Altare di Santa Teresa del Bambin Gesù, manufatto in marmi policromi, opera di maestranze messinesi fregiato dello stemma di Giovanni Di Giovanni, Gran Priore di Sicilia, risale certamente ai restauri successivi al terremoto del Val di Noto del 1693. Interamente rivestito di tarsie su fondo blu con disegni stilizzati di vasi, fiori e uccelli. Di grandioso effetto le due colonne tortili intarsiate che reggono la cornice. Il manufatto fu rimodulato e riassemblato nella chiesa di Santa Caterina di Valverde.

Dal marzo 2015 questo luogo di culto fu sede di uno speciale Anno Giubilare concesso da Papa Francesco per celebrare il 1500º anniversario della nascita di San Placido. Il "Giubileo Placidiano", che ha anticipato il Giubileo straordinario della misericordia, si è concluso il 4 agosto 2016.

## Interno
L'interno dell'attuale chiesa utilizza la porzione superstite dell'altare maggiore e dell'antico presbiterio. Nella piccola abside sono presenti eleganti decorazioni a stucco con le statue di San Benedetto, Santa Flavia, San Eutichio e San Vittorino, affreschi della piccola sommitale cupoletta, tutto riferibile ai primi anni del Seicento. Del primitivo apparato decorativo sono documentati gli affreschi di Giuseppe Paladino raffiguranti: Sant'Egidio da Sansepolcro, San Spiridione di Trimitonte, Santa Maria Maddalena, San Filippo Neri, Sant'Ignazio di Loyola, San Pasquale Baylon, San Francesco di Paola, Vergine Maria, San Pietro Apostolo, San Paolo Apostolo.
Sulla sopraelevazione è posta la pregevole tela raffigurante la Madonna della Lettera con San Placido e San Rocco, dipinto d'autore ignoto del 1745, opera realizzata a rendimento di grazie per la fine della terribile epidemia di peste di metà Settecento.
- Cappella del Santissimo Sacramento. Altare del Santissimo Sacramento, antico manufatto marmoreo della fine del Settecento. Custodisce la tela raffigurante San Placido, opera di Salvatore De Pasquale, pittore messinese della prima metà del Novecento. Laterale è la tomba di Francesco Maurolico,[9][10] il più grande figlio di Messina insieme ad Antonello, il busto marmoreo sovrastante il sarcofago è attribuito allo scultore Rinaldo Bonanno.[11] Nella parete opposta un altro sepolcro di un congiunto del Maurolico.[12]
  - 1929, Martirio di San Placido e Compagni, dipinto, opera di Giuseppe Bonsignore.
  - XVII secolo, San Placido, statua lignea d'autore ignoto.
  - XX secolo, San Giovanni Battista, statua in gesso di autore ignoto.

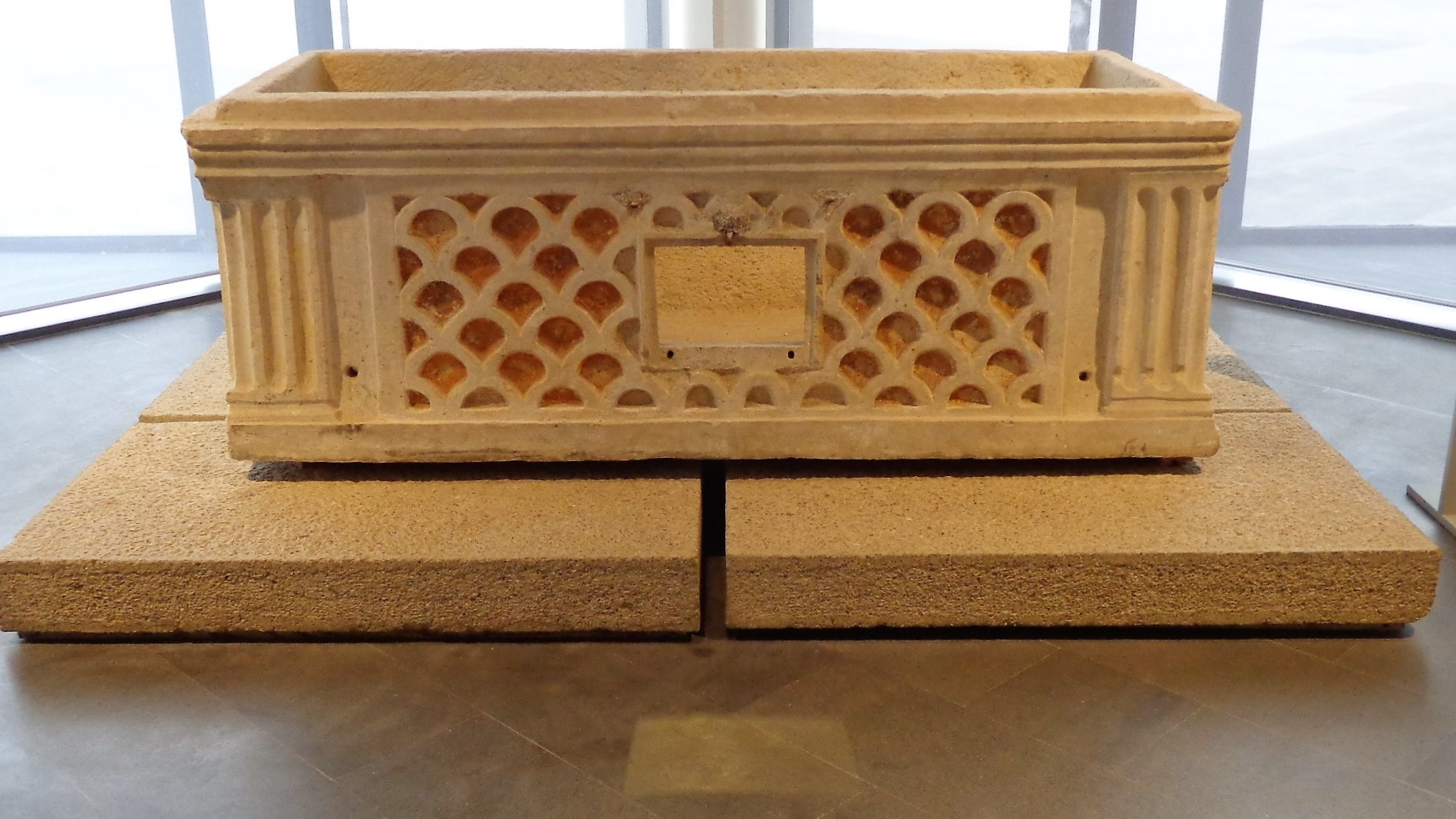
Sarcofago di San Luca Archimandrita, Museo regionale di Messina.

Sono documentati i monumenti funebri di Carlos de Grunenbergh architetto e ingegnere militare fiammingo, la sepoltura dell'Archimandrita messinese Luca I, sarcofago esposto al Museo regionale, il monumento funebre commissionato per Michele Maria Paternò Bonajuto, dei baroni di Raddusa e Destri, Gran Priore dell'Ordine di Malta, opera del 1786 documentata nella navata sinistra.
Un monumentale scalone d'onore conduce al sommitale Santuario della Tribuna o «Sacello delle Reliquie dei Martiri», realizzato tra il 1616 e il 1624, che conserva l'antico pavimento a tarsie, le casse reliquarie con i resti dei Martiri ed un ricco soffitto con affreschi e antichi dipinti su tela.
Nel cortile interno, oltre a vari frammenti marmorei, si trova il pregevole monumento funebre del 1715 di Andrea Di Giovanni, cavaliere distintosi durante le battaglie contro gli infedeli. Il manufatto marmoreo, opera di Ignazio Buceti, recante due statue raffiguranti prigionieri in catene, rispettivamente in marmo bianco e marmo nero, opera già documentata nella navata destra.

## Museo del Tesoro di San Placido
Il Museo del Tesoro di San Placido custodisce argenti, tessuti, dipinti e sculture attinenti alla chiesa di San Giovanni di Malta e al culto di San Placido.
Oltre alle reliquie di San Placido e compagni, vi sono custodite opere che testimoniano la presenza di alcuni dei maggiori maestri orafi argentieri del 1600: Juvara, Artale Patti, Donia e Bruno. Notevole la produzione e la lavorazione della seta manifestata nell'esposizione di pianete e paliotti ricamati con fili d'oro e d'argento databili tra il XVIII e il XIX secolo.

## Monastero di San Placido
Primitivo monastero di San Placido dell'Ordine benedettino.

## Monastero di San Placido Calonerò
Monastero di San Placido Calonerò

## Palazzo del Gran Priorato Gerosolimitano
- 1136 - 1806. L'Edificio fu sede del Gran Priorato Gerosolimitano e per breve periodo dell'Ordine di Malta.[11]

### Reggia al Palazzo del Gran Priorato Gerosolimitano
La reggia di Andrea Calamech distrutta parzialmente nel terremoto della Calabria meridionale del 1783 e destinata alla demolizione, fu trasferita da Ferdinando III di Sicilia in questa struttura. Il palazzo priorale fu adibito a Palazzo Reale mentre la chiesa ricoprì la funzione di Cappella Palatina. Nel 1877 fu utilizzato come sede della Prefettura dopo essere stato adattato e risistemato dagli architetti Leone Savoja e Giacomo Fiore.
Questa nuova destinazione durò fino al 1860 quando Vittorio Emanuele II lo mise all'asta. Acquistato dalla provincia divenne Palazzo della Prefettura.
L'edificio fu gravemente danneggiato dal terremoto di Messina del 1908 e destinato alla demolizione per lasciare il posto all'attuale Prefettura, parzialmente anche la chiesa di San Giovanni subì la stessa sorte. Infatti se ne conserva solo una piccola parte, la Tribuna risparmiata perché ospitante le reliquie dei Santi martiri messinesi. Il nuovo Palazzo della Prefettura fu costruito nel 1920 su progetto dell'architetto Cesare Bazzani con elementi tipici del gusto post floreale.

## Ospedale di San Giovanni di Gerusalemme
- Ospedale del Priorato dei Cavalieri Gerosolimitani sotto il titolo di «San Giovanni Battista» o dei Cavalieri ospitalieri o Cavalieri dell'Ordine dell'Ospedale di San Giovanni di Gerusalemme. Istituzione aggregata all'Ospedale Grande sotto il titolo della «Madonna della Pietà».

## Arciconfraternita - Compagnia di San Placido
Era il 1276 quando due artigiani, Mastro Raimondo e Mastro Fiorello, decisero di fondare una confraternita dedicata a San Placido, martire benedettino morto a Messina nel 541. I due artigiani costituirono il sodalizio laicale per ridestare il culto al Martire nella città di Messina dopo un evento prodigioso cui furono protagonisti. Si narra che proprio San Placido sia apparso nella loro bottega sita all'interno dell'isolato oggi occupato dal Liceo Maurolico, lungo l'antico corso oggi Cavour. Il Compatrono di Messina raccontò la propria vita e poi all'interno della Cattedrale si fece raffigurare in un dipinto su tavola da un antenato dello stesso Antonello. Da quell'evento prodigioso, o presunto tale, si sviluppò nuovamente la devozione con l'intitolazione dell'altare destro della Cattedrale di Messina a San Placido, che divenne la sede della stessa Arciconfraternita. Qualche secolo dopo, il 5 Agosto 1588, verranno ritrovate sotto la chiesa di San Giovanni di Malta le reliquie del Martire e dei suoi fratelli e la città accolse con grandi festeggiamenti l'importante scoperta. Nella ricostruita chiesa di San Giovanni di Malta, progettata da Jacopo Del Duca, venne realizzata una chiesa semi-ipogeica che verrà affidata all'Arciconfraternita di San Placido. In questo luogo di culto, arricchito nei secoli da stucchi e dipinti pregevoli, si conservava un pozzo ove sgorgava una fonte miracolosa scaturita al momento del ritrovamento delle reliquie. Ogni anno il sodalizio organizzava il 5 Agosto la processione in onore di San Placido, in sinergia con il Senato della Città e l'Ordine di Malta, con il trasporto di una pregevole cassa reliquaria d'argento del 1613. A fine ottocento l'Arciconfraternita fa realizzare una pregevole cappella funeraria nel cimitero monumentale di Messina in sostituzione delle sepolture riservate ai confrati nelle cripte poste nel sottosuolo della propria chiesa. Con il terremoto del 1908 il complesso religioso di San Giovanni di Malta viene gravemente danneggiato e sopravviverà alla ricostruzione solo la porzione dell'altare maggiore della chiesa superiore mentre la porzione superstite della chiesa inferiore viene occultata e dimenticata. Dopo un lungo periodo di stasi il sodalizio viene ricostituito negli anni cinquanta del novecento col nome di Compagnia di San Placido per l'interessamento di Mons. Pantaleone Minutoli. In quegli anni la Compagnia riattivò il culto a San Placido e Compagni con mirate attività devozionali e culturali. Fu realizzata una cassa reliquiaria di San Placido in sostituzione dell'antica andata distrutta nei bombardamenti del 1943. Storica fu la ricognizione e riordinamento delle ossa dei martiri curate dal Prof. Zaccaria Fumagalli che furono ricollocate nel Sacello delle Reliquie. Nonostante la prematura morte nel 1969 di Mons. Pantaleone Minutoli le attività continuarono con la stampa periodica di una interessante rivista avente il titolo “Messina Ieri e Oggi”. Solenni festeggiamenti furono tributati dalla Compagnia nel 1988 per il quattrocentenario del ritrovamento delle reliquie con la presenza dell Prefetto della Congregazione dei Santi il Cardinale Pietro Palazzini. Ma sul finire degli anni novanta la Compagnia pian piano diminuì le attività per l'assenza di un ricambio generazionale. Ma varie coincidenze hanno portato nel 2017 alla ricostituzione della Compagnia di San Placido. L'arrivo come rettore di Mons. Angelo Oteri, la pubblicazione di Marco Grassi di un nuovo volume sulla storia e l'iconografia di San Placido, la fondazione di Francesca Mangano dell'Associazione Aura e l'anniversario del 1500 della nascita di San Placido hanno portato alla ripresa del culto grazie al particolare anniversario che ha visto da parte della Santa Sede la concessione di uno speciale anno giubilare e di una miriade di iniziative religiose e culturali. Al termine dell'anno giubilare si è concretizzata l'idea di ricostituire la Compagnia di San Placido e, grazie all'interessamento di Mons. Angelo Oteri e di Mons. Giovan Battista Impoco, S. E. Mons. Giovanni Accolla ha nominato Marco Grassi commissario straordinario della ricostituita Compagnia. Come fin dalle sue lontane origini, l'antico sodalizio promuove il culto e la devozione a San Placido con varie attività, oltre ad un cammino di crescita spirituale ed attività di misericordia da parte dei confrati e delle consorelle.

## L'Acqua di San Placido
Dal 1588 scaturisce dal sottosuolo della chiesa una purissima e limpida acqua che da sempre è considerata terapeutica. Da secoli è fonte di conversione e di rinnovamento ma anche di eventi prodigiosi. Secondo alcuni ha le stesse caratteristiche di quella che sgorga dalla Grotta di Lourdes o a Collevalenza. Viene distribuita gratuitamente a chiunque ne fa richiesta.